# 獎子內親王
獎子内親王（1286年9月28日（弘安9年九月初九）—1348年11月23日（貞和4年／正平3年十一月初二）），鎌倉時代後期室町時代初期（南北朝時代）皇族、歌人。後宇多天皇第1皇女。生母参議為五辻忠继之女的典侍五辻忠子（談天門院）。為後醍醐天皇的同母妹。伊勢斋宮，女院院号達智門院（たっちもんいん）。
乾元元年（1302年），内親王宣下。德治元年十二月廿二日（1307年1月26日），21歳被異母兄後二条天皇卜定为斋宮。德治2年九月十三日（1307年10月10日），入諸司初斋院，同月27日（10月24日）移入野宮。德治3年八月廿五日（1308年9月10日），後二条天皇驾崩，因此並未正式群行、就任伊勢齋宮。
文保2年二月廿六日（1318年3月29日）同母弟後醍醐天皇即位，文保3年三月廿七日（1319年4月18日）獲尊稱皇后。同年十一月十五日（12月27日），院号宣下達智門院，同時期，母談天門院去世，弉子内親王出家法号称真理觉。元亨3年（1323年），寄進紀伊国和佐庄的田地1町庄内高社（今和歌山县和歌山市高積神社）。貞和4年／正平3年（1348年），63歳驾崩。
她的詠作入《续千載和歌集》《玉葉和歌集》。